# Lassingfall
Lassingfall är ett vattenfall i Österrike. Det ligger i förbundslandet Niederösterreich, i den östra delen av landet.
Den högsta punkten i närheten är Sommererkogel, 915 meter över havet, norr om Lassingfall. Runt Lassingfall är det ganska glesbefolkat, med 28 invånare per kvadratkilometer.. Närmaste större samhälle är Wienerbruck, öster om Lassingfall.